# 寺崎北
寺崎北（てらざききた）は、千葉県佐倉市の町丁。現行行政地名は寺崎北一丁目から寺崎北六丁目。郵便番号285-0819。

## 地理
北は鏑木町、東は表町、南東は六崎、南は大崎台、西は寺崎に隣接している。

## 歴史
- 2015年（平成27年）1月31日 - 寺崎北が新設[4][5][6][7]。

### 町名の変遷
| 実施後       | 実施年月日    | 実施前（各大字とその一部）             |
| ------------ | ------------- | -------------------------------------- |
| 寺崎北一丁目 | 2015年1月31日 | 寺崎字坂ノ下、仲反町の各一部           |
| 寺崎北一丁目 | 2015年1月31日 | 六崎字反町の一部                       |
| 寺崎北二丁目 | 2015年1月31日 | 寺崎字坂ノ下、字仲反町、字木崎の各一部 |
| 寺崎北三丁目 | 2015年1月31日 | 寺崎字仲反町の一部                     |
| 寺崎北三丁目 | 2015年1月31日 | 六崎字反町の一部                       |
| 寺崎北四丁目 | 2015年1月31日 | 寺崎字仲反町、字木崎の各一部           |
| 寺崎北五丁目 | 2015年1月31日 | 寺崎字木崎、字仲反町の各一部           |
| 寺崎北五丁目 | 2015年1月31日 | 六崎字反町の一部                       |
| 寺崎北六丁目 | 2015年1月31日 | 寺崎字仲反町、字木崎、字広埜の各一部   |

## 世帯数と人口
2017年（平成29年）10月31日現在の世帯数と人口は以下の通りである。
| 丁目         | 世帯数  | 人口    |
| ------------ | ------- | ------- |
| 寺崎北一丁目 | 104世帯 | 268人   |
| 寺崎北二丁目 | 132世帯 | 296人   |
| 寺崎北三丁目 | 98世帯  | 273人   |
| 寺崎北四丁目 | 161世帯 | 364人   |
| 寺崎北六丁目 | 79世帯  | 221人   |
| 計           | 574世帯 | 1,422人 |

## 小・中学校の学区
市立小・中学校に通う場合、学区は以下の通りとなる。
| 地域         | 小学校             | 中学校             |
| ------------ | ------------------ | ------------------ |
| 寺崎北一丁目 | 佐倉市立寺崎小学校 | 佐倉市立根郷中学校 |
| 寺崎北二丁目 | 佐倉市立寺崎小学校 | 佐倉市立根郷中学校 |
| 寺崎北三丁目 | 佐倉市立寺崎小学校 | 佐倉市立根郷中学校 |
| 寺崎北四丁目 | 佐倉市立寺崎小学校 | 佐倉市立根郷中学校 |
| 寺崎北五丁目 | 佐倉市立寺崎小学校 | 佐倉市立根郷中学校 |
| 寺崎北六丁目 | 佐倉市立寺崎小学校 | 佐倉市立根郷中学校 |

## 施設
- カインズ
- ベイシア

## 交通

### 道路
- 国道
  - 国道296号
- 主要地方道
  - 千葉県道65号佐倉印西線
- 都道府県道
  - 千葉県道136号佐倉停車場千代田線